# ゴーゴ (ホッキョクグマ)
ゴーゴ（露: Гого）は、ホッキョクグマのオスの個体である。2006年（平成18年）から大阪市天王寺動物園で飼育されている。体長は約250センチメートル、体重は約300キログラムである（2018年11月30日時点）。
ロシア共和国、ペルミ動物園で母(Амдерма)と同居していた頃の名称はКрай (クライ)

## 家族
母親のアンデルマ（露: Амдерма）は、1980年（昭和55年）頃に生まれたとされており、2018年（平成30年）2月7日に死亡している。父親は、ユーコン（露: Юкон）である。
兄に当たるメンシコフ（露: Меньшиков）は、1988年（昭和63年）に生まれ、2016年（平成28年）10月4日に死亡している。1998年（平成10年）12月には、双子の兄姉が生まれ、それぞれペルミアク（露: Пермяк）、ロシンカ（露: Росинка）と名付けられている。

## 来歴
2004年（平成16年）12月3日、ロシア・ペルミにあるペルミ動物園で生まれる。2006年（平成18年）3月15日、企業の蓬萊から大阪市天王寺動物園に寄贈され、入園する。蓬莱は、551蓬莱を店舗展開しており、この「551」にちなみ、ゴーゴという名前が付けられた。2010年（平成22年）、遊び道具の棒を用いてエサの肉を取って食べる様子が確認される。
2011年（平成23年）3月2日、日本動物園水族館協会によるホッキョクグマの繁殖プロジェクトに基づく動物の貸借契約であるブリーディングローンで、スウェーデン・コルマーデン動物園生まれのバフィン（露: Баффин）が、ゴーゴの花嫁として浜松市動物園から天王寺動物園に来園する。
2013年（平成25年）3月、バフィンとの交尾行動が初めて確認される。2014年（平成26年）11月25日、ゴーゴとバフィンの間にメスのホッキョクグマが生まれ、モモ（百々、露: Момо）と名付けられる。天王寺動物園では16年ぶりのホッキョクグマの誕生であった。
2015年（平成27年）3月2日、ブリーディングローンによって和歌山県にあるアドベンチャーワールドに貸し出される。2016年（平成28年）6月13日、バフィンがモモとともに浜松市動物園に帰園する。2018年（平成30年）12月3日、天王寺動物園に帰園する。検疫が行われた後、2019年（平成31年）1月3日より公開が開始された。2020年（令和2年）2月25日、繁殖を目的として、イッちゃんとの同居が開始される。同年3月12日、イッちゃんとの交尾行動が初めて確認される。